# БА-И
БА-И (Оклопни аутомобил-Ижорски) је совјетски тешки оклопни аутомобил из периода пре Другог светског рата.

## Историја
Обзиром на велике удаљености у Русији, не изненађује што су оклопна кола била популарна током грађанског рата и касније. Прва совјетска оклопна кола БА-27 направљена су 1928. у Ижорском заводу, комбинацијом шасије првог совјетског камиона Ф-15 (руска верзија камиона Фијат-15) и куполе првог совјетског тенка Т-18. Велики напредак у развоју оклопних кола у СССР настао је 1931. добијањем лиценце за производњу Фордових возила : Форд А теретни аутомобил, Форд АА камион 4x2 од 1.5 тоне и Форд-Тимкин троосовински (6x4) камион од 2 тоне. Производња ових возила почела је у фабрици "Горки Ауто Завод" (ГАЗ) у Нижњем Новгороду, као ГАЗ-А (Форд-А), ГАЗ-АА (Форд-АА) и ГАЗ-ААА (Форд-Тимкин). Шасија аутомобила ГАЗ-А била је основа за развој лаких оклопних аутомобила (Д-8 и ФАИ), док је троосовински камион ГАЗ-ААА био основа тешких оклопних кола (БА-И до БА-10).

## Карактеристике
Шасија камиона ГАЗ-ААА послужила је као основа за нову породицу тешких оклопних аутомобила. Прво такво возило било је БА-И: мотор је био напред, а борбени одељак са куполом позади, са трочланом посадом. Купола је наоружана тенковским топом калибра 37 mm и спрегнутим ДТ митраљезом, уз још један митраљез на трупу поред возача. Само 53 возила су направљена 1932-1934. пре него што је возоло замењено модернијим БА-3.

## У борби
БАИ је коришћен у Шпанском грађанском рату 1936-1939. (као део совјетске војне помоћи), у Зимском рату 1939-1940. и у раним фазама Операције Барбароса. Као и друга возила заснована на шасији троосовинског камиона, био је масиван и опремљен танким оклопом, који је био потпуно заварен - што је био велики напредак за оно време. Овај недостатак био је делимично надокнађен тешким наоружањем за оно време, а покретљивост ван пута, иако осредња, била је боља него код двоосовинских (4x2) возила.